# Melica scabra
Melica scabra är en gräsart som beskrevs av Carl Sigismund Kunth. Melica scabra ingår i släktet slokar, och familjen gräs. Inga underarter finns listade i Catalogue of Life.